# Сан-Луис-Гонзага-ду-Мараньян

Сан-Луис-Гонзага-ду-Мараньян на карте штата.

Сан-Луис-Гонзага-ду-Мараньян (порт. São Luís Gonzaga do Maranhão) — муниципалитет в Бразилии, входит в штат Мараньян. Составная часть мезорегиона Центр штата Мараньян. Входит в экономико-статистический микрорегион Медиу-Меарин. Население составляет 20 153 человека на 2010 год. Занимает площадь 909,162 км². Плотность населения — 22,17 чел./км². Праздник города —  13 июня.

## Демография
Согласно сведениям, собранным в ходе переписи 2010 г. Национальным институтом географии и статистики (IBGE), население муниципалитета составляет:
| Полное население                               | Полное население                               | Полное население                               | Полное население                               | 20 153 |
| ---------------------------------------------- | ---------------------------------------------- | ---------------------------------------------- | ---------------------------------------------- | ------ |
| в том числе:                                   | Городское население                            | 7896                                           | Процент городского населения, %                | 39,18  |
|                                                | Сельское население                             | 12 257                                         | Процент сельского населения, %                 | 60,82  |
|                                                | Мужское население                              | 10 161                                         | Процент мужского населения, %                  | 50,42  |
|                                                | Женское население                              | 9992                                           | Процент женского населения, %                  | 49,58  |
| Плотность населения, чел/км²                   | Плотность населения, чел/км²                   | Плотность населения, чел/км²                   | Плотность населения, чел/км²                   | 22,17  |
| Население муниципалитета в % к населению штата | Население муниципалитета в % к населению штата | Население муниципалитета в % к населению штата | Население муниципалитета в % к населению штата | 0,31   |

По данным оценки 2016 года, население муниципалитета составляет 18 607 жителей.

## Статистика
- Валовой внутренний продукт на 2003 год составляет 39 540 779,00 реалов (данные: Бразильский институт географии и статистики).
- Валовой внутренний продукт на душу населения на 2003 год составляет 1813,30 реалов (данные: Бразильский институт географии и статистики).
- Индекс развития человеческого потенциала на 2000 год составляет 0,542 (данные: Программа развития ООН).